# Zhang Xuan

Hofdamen bereiten neu gewebte Seide vor (搗練圖卷)

Zhang Xuan (traditionelles Chinesisch: 張萱; vereinfachtes Chinesisch: 张萱; Pinyin: Zhāng Xuān; Wade-Giles: Chang Hsüan) (* 713; † 755) war ein chinesischer Maler, der während der Tang-Dynastie (618–907) lebte.
Zhang Xuan malte viele Kunstwerke. Eines seiner bekanntesten Gemälde ist das Bild Hofdamen bereiten neu gewebte Seide vor (siehe rechts), von dem eine einzige Kopie aus dem 12. Jahrhundert überlebt hat, die von Kaiser Song Huizong (reg. 1100–1125) anfertigte. Er malte auch den Frühlingsausflug des Tang-Hofes, der später von Li Gonglin nachgemalt wurde.
| Personendaten    | Personendaten      |
| ---------------- | ------------------ |
| NAME             | Zhang Xuan         |
| KURZBESCHREIBUNG | chinesischer Maler |
| GEBURTSDATUM     | 713                |
| STERBEDATUM      | 755                |